# Nectaris Fossae
Das Grabensystem Nectaris Fossae auf dem Mars ist eine über 600 Kilometer lang tektonische Bruchstruktur, welche sich in der östlichen Flanke von Thaumasia Planum, einem ausgedehnten vulkanischen Plateau im Hochland südöstlich des großen Grabenbruchs Valles Marineris, befindet. Die Topographie deutet auf eine massive Veränderung der Landschaft durch Bewegungen in der Marskruste, welche die Bildung der tektonischen Gräben zur Folge hatte, und anschließender Erosion hin. Einige Landschaftsformen sind das Ergebnis von austretender und dann erstarrter, dünnflüssiger Lava, wodurch sogenannte Runzelrücken entstanden sind.
Die Bildung der Nectaris Fossae begann vermutlich im Noachium und setzte sich möglicherweise bis in das nächste Mars-Zeitalter fort, in dem der Mars mehr und mehr seine heutige Gestalt annahm. Es wird angenommen, dass die Gräben „genetisch“ mit dem Valles-Marineris-System verknüpft sind, also wie diese durch eine Dehnung der Kruste infolge einer Aufwölbung durch aufsteigende Magmablasen entstanden sind.